# Casque du Marboré
Pour les articles homonymes, voir Marboré.
Le casque du Marboré ou casque de Gavarnie (aussi abrégé en le Casque), est un sommet des Pyrénées situé sur la crête de pics de plus de 3 000 m dans le massif du Mont-Perdu au-dessus du cirque de Gavarnie (au nord) et qui sert de frontière franco-espagnole.

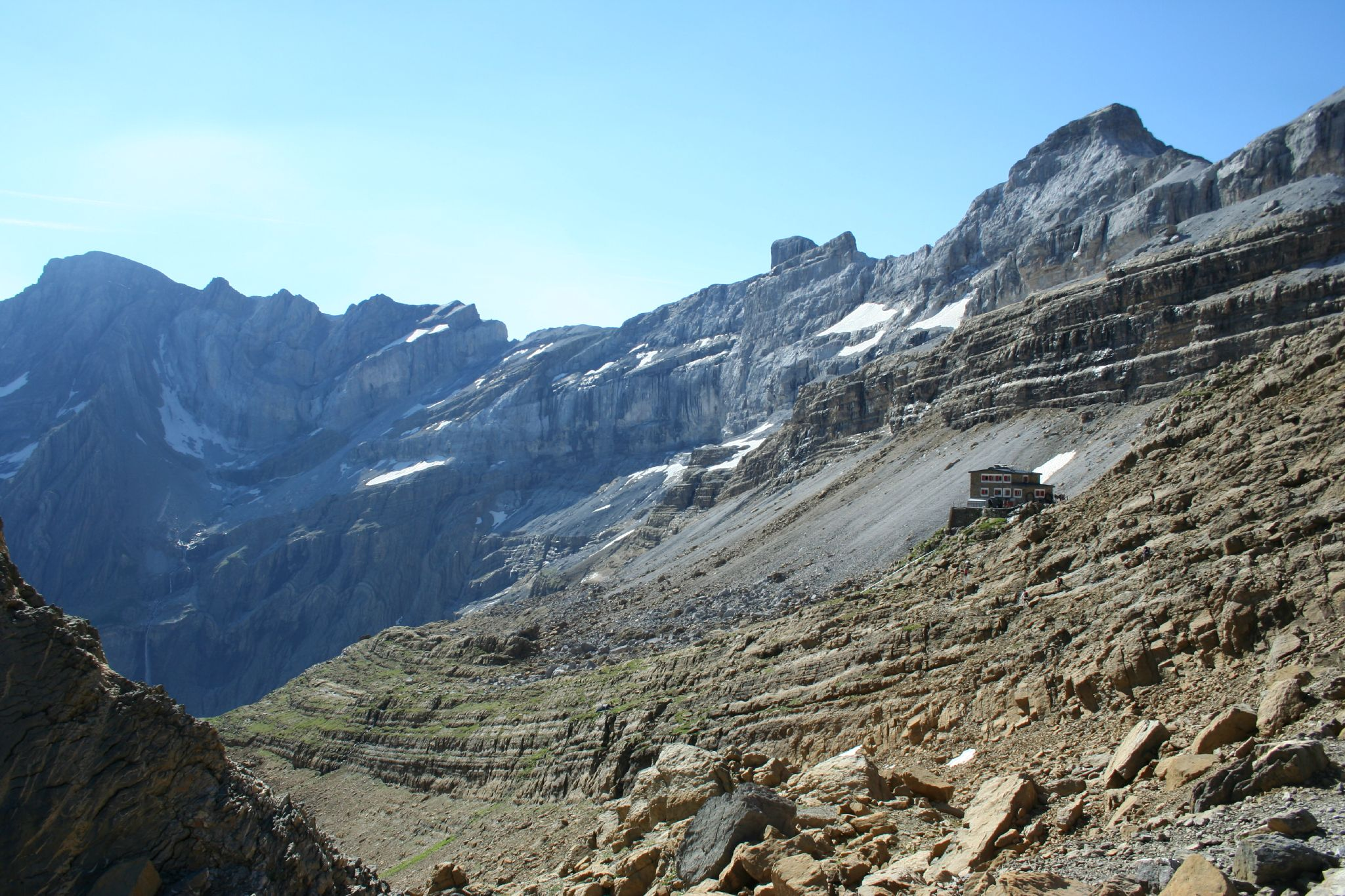
Vus depuis le versant français (nord), de gauche (est) à droite (ouest) : les pic du Marboré, pic de la Cascade oriental, pic de la Cascade central ou pic Brulle, pic de la Cascade occidental, épaule du Marboré, tour du Marboré, casque du Marboré, et refuge des Sarradets. Au centre, la cascade de Gavarnie. Voir aussi les légendes des photographies no 1 et no 2 sur Commons.

## Toponymie
Le mot « casque » vient de la forme caractéristique du sommet. Pour le mot « Marboré », se reporter à l'article sur le cylindre du Marboré.

## Géographie

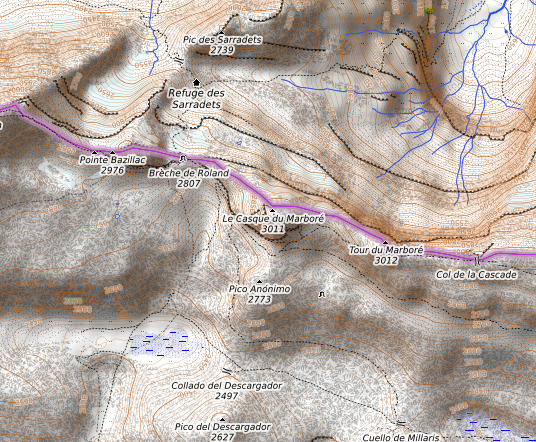
Carte topographique du casque du Marboré.

### Topographie
Associé à la tour du Marboré, aux pics de la Cascade et au pic du Marboré, il fait partie de la ceinture du cirque de Gavarnie (1 500 m de dénivelé depuis le fond de la vallée où vient chuter la plus grande cascade d'Europe, la « cascade de Gavarnie », avec ses 422 mètres de hauteur) qui marque la limite entre le parc national des Pyrénées (France) et le parc national d'Ordesa et du Mont-Perdu (Espagne, vallée d'Ordesa).
Le casque du Marboré est situé :
- côté français, sur la commune de Gavarnie-Gèdre dans le canton de la Vallée des Gaves, département des Hautes-Pyrénées, région Occitanie ;
- côté espagnol, dans la comarque de Sobrarbe, province de Huesca, communauté autonome d'Aragon.

### Hydrographie
Le sommet délimite la ligne de partage des eaux entre le bassin de l'Adour, qui se déverse dans l'Atlantique côté nord, et le bassin de l'Èbre, qui coule vers la Méditerranée côté sud.

## Voies d'accès

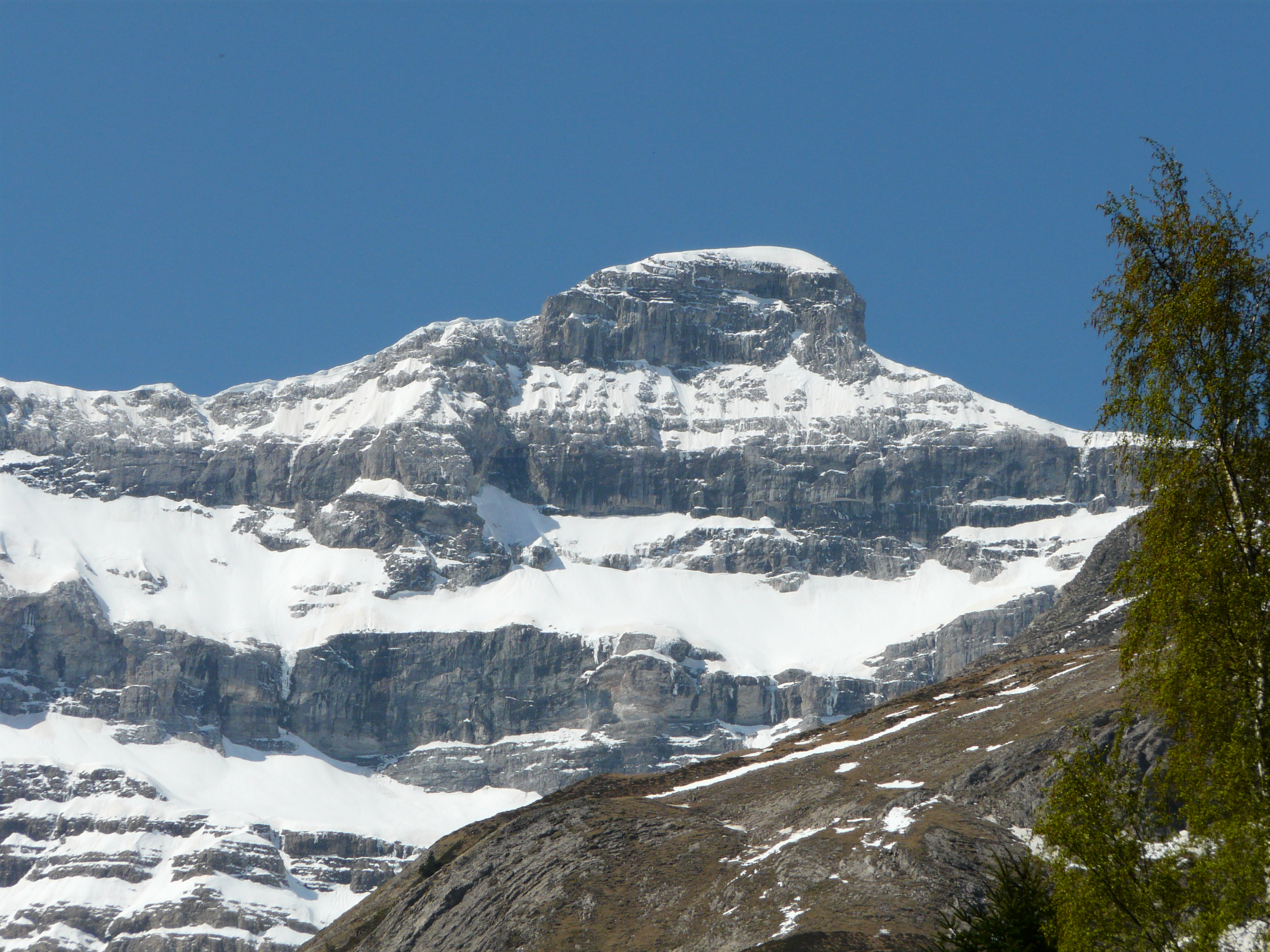
Le casque du Marboré.

L'accès par l'Espagne est possible en voiture jusqu'aux prairies de la vallée d'Ordesa, ou jusqu'à la vallée de Bujaruelo, tandis que du côté français, il faut se rendre à la station de ski de Gavarnie-Gèdre, l'endroit le plus proche du sommet.
Depuis Ordesa, il faut monter jusqu'au refuge de Goriz (2 150 m, soit environ quatre heures d'ascension ; il s'agit du camp de base pour l'exploration de toute la zone) ; ensuite suivre le chemin qui mène à la brèche de Roland, jusqu'à arriver au col situé entre la tour du Marboré et le casque du Marboré, à partir duquel on entreprend l'ascension finale.
À partir d'Ordesa, on peut également arriver au même col en montant par le cirque de Cotatuero ou celui de Carriata.
Depuis Gavarnie-Gèdre et Bujaruelo, il faut monter jusqu'au refuge français des Sarradets, puis atteindre la brèche de Roland, continuer vers l'est jusqu'au versant sud de la crête pour enfin parvenir au col situé entre la tour du Marboré et le casque du Marboré, où l'on retrouve la voie décrite précédemment.